# Sparförderung
Als Sparförderung wird die staatliche Förderung der Sparbemühungen und der Vermögensbildung von Privatpersonen bezeichnet.

## Ziele der Sparförderung
Ziel der Sparförderung ist zunächst einmal ein sozialpolitisches: Die Ungleichverteilung der Vermögen in der Bevölkerung soll durch erhöhtes Sparen der ärmeren Bevölkerungsschichten gemildert werden (Umverteilung). Aus diesem Grund sind Maßnahmen der Sparförderung meist an Einkommensgrenzen gebunden.
Daneben wird auch die Erhöhung der Sparquote als gesamtwirtschaftliches Ziel genannt.
Außerdem wird versucht, über die Sparförderung auf die Auswahl der Anlageformen und die spätere Verwendung der Mittel Einfluss zu nehmen. Gefördert werden sollen z. B. die Investition in Produktivvermögen (Aktien) oder in Wohneigentum.

## Instrumente der Sparförderung
Der Staat kann das Sparen mittels Sparzulagen, Prämien und Steuervergünstigungen fördern.

## Sparförderung in Deutschland
Sparförderung erfolgt in Deutschland mit den Instrumenten:
- Sparer-Pauschbetrag
- Arbeitnehmersparzulage
- Wohnungsbauprämie

Früher bestanden Fördermöglichkeiten bei
- Überlassung von Vermögensbeteiligungen an Arbeitnehmer (Belegschaftsaktien)

Weiterhin bestehen eine Reihe von Fördermöglichkeiten für Sparverträge zur Altersversorgung (Riester-Rente, Rürup-Rente u. a.).

## Sparförderung in Österreich
Sparförderung erfolgt in Österreich mit den Instrumenten:
- staatlichen Prämien beim Bausparen
- steuerliche Absetzbarkeit der Einzahlungen auf Lebensversicherungen
- Abgeltungsteuer
- Freibeträge für Zinsen

## Geschichte
In der Zeit des Nationalsozialismus wurde umfangreich Sparförderung betrieben. Das KdF-Sparen wurde seit 1934 bei der Bank der Deutschen Arbeit und bei den Sparkassen angeboten. Das Volkswagen-Sparen bewegte bis Frühjahr 1945 340.000 Sparer mehr als 275 Millionen RM zu ersparen. Weitere Sparförderungsaktionen waren das Deutsche Bauernsparbuch, das Schulsparen, HJ-Sparen oder Heimsparen. Mit der "Verordnung zur Lenkung der Kaufkraft" vom 30. Oktober 1941 wurde das Programm Eisernes Sparen ins Leben gerufen. Auch erzwungene Sparförderung wie das Ostarbeitersparen führte zur Generierung erheblicher Sparguthaben.